# Hopes and Fears
Hopes and Fears — перший студійний альбом англійської групи Keane, який вийшов 10 травня 2004 року.

## Композиції
1. Somewhere Only We Know — 3:57
2. Bend and Break — 3:40
3. We Might as Well Be Strangers — 3:12
4. Everybody's Changing — 3:35
5. Your Eyes Open — 3:23
6. She Has No Time — 5:45
7. Can't Stop Now — 3:38
8. Sunshine — 4:12
9. This Is the Last Time — 3:29
10. On a Day Like Today — 5:27
11. Untitled 1 — 5:36
12. Bedshaped — 4:38

## Позиція в чартах
| Хіт-парад       | Найвища позиція |
| --------------- | --------------- |
| Австрія         | 18              |
| Бельгія         | 5               |
| Данія           | 20              |
| Фінляндія       | 23              |
| Франція         | 5               |
| Німеччина       | 30              |
| Нідерланди      | 3               |
| Італія          | 14              |
| Нова Зеландія   | 11              |
| Норвегія        | 2               |
| Швеція          | 22              |
| Швейцарія       | 10              |
| Велика Британія | 1               |
| Іспанія         | 8               |
| США             | 45              |

## Учасники запису
- Том Чаплін — вокал, гітара
- Тім Райс-Окслі — клавішні, бек-вокал
- Річард Г'юз — ударні
- Джессі Квін — бас, бек-вокал